# Pistol
Pour les articles homonymes, voir Pistols.
Pistol est une mini-série télévisée créée par Craig Pearce et réalisée par Danny Boyle. Elle est diffusée dès le 31 mai 2022 sur FX sur Hulu et le 6 juillet 2022 en France sur Disney+.
La série en six épisodes suit Steve Jones, le guitariste des Sex Pistols. Elle est basée sur son roman biographique Lonely Boy: Tales from a Sex Pistol, coécrit avec Ben Thompson.

## Synopsis
Alors que le Royaume-Uni est en pleine récession en ce début des années 1970, le jeune Steve Jones, qui sait à peine lire, veut monter un groupe de rock. Il va apprendre à jouer de la guitare en cinq jours et cinq nuits. Ce sera les Sex Pistols. Le groupe de punk rock va peu à peu monter en puissance pour finalement accéder à la notoriété grâce à Malcolm McLaren le manager.

## Distribution

### Acteurs principaux
- Toby Wallace (VF : Valentin Merlet) : Steve Jones
- Anson Boon (VF : Martin Faliu) : Johnny Rotten
- Sydney Chandler (VF : Kelly Marot) : Chrissie Hynde
- Jacob Slater (VF : Tom Trouffier) : Paul Cook
- Talulah Riley (VF : Alice Taurand) : Vivienne Westwood
- Maisie Williams (VF : Alice Orsat) : Pamela "Jordan" Rooke
- Thomas Brodie-Sangster (VF : Gabriel Bismuth-Bienaimé) : Malcolm McLaren
- Louis Partridge (VF : Oscar Douieb) : Sid Vicious
- Francesca Mills (VF : Diane Dassigny) : Helen Wellington-Lloyd dite « Helen of Troy »

### Acteurs récurrents
- Christian Lees (VF : Fabrice Trojani) : Glen Matlock
- Iris Law : Soo Catwoman
- Zachary Goldman : Billy Idol
- Beth Dillon (VF : Antonella Colapietro) : Siouxsie Sioux
- Dorothy Atkinson (VF : Natacha Muller) : Sylvia Cook
- Matthew Cottle (VF : François-Éric Gendron) : Reginald Bosanquet
- Emma Appleton : Nancy Spungen
- Alexander Arnold : Jamie Reid
- Dylan Llewellyn : Wally Nightingale
- Kai Alexander : Richard Branson
- Ben Sardeson : Bertie « Berlin » Bromley
- Ferdia Walsh-Peelo : Nick Kent

## Production
La série, créée par Craig Pearce, a reçu une commande de six épisodes de FX en janvier 2021. Danny Boyle réalise les six épisodes, choisissant de partir de la vision du guitariste Steve Jones. Peu après, Toby Wallace est choisi pour jouer Steve Jones ainsi que Maisie Williams parmi les acteurs secondaires,. Thomas Brodie-Sangster, Talulah Riley et Iris Law sont annoncés au casting en mars, au début du tournage.